# راه‌آهن سوریه

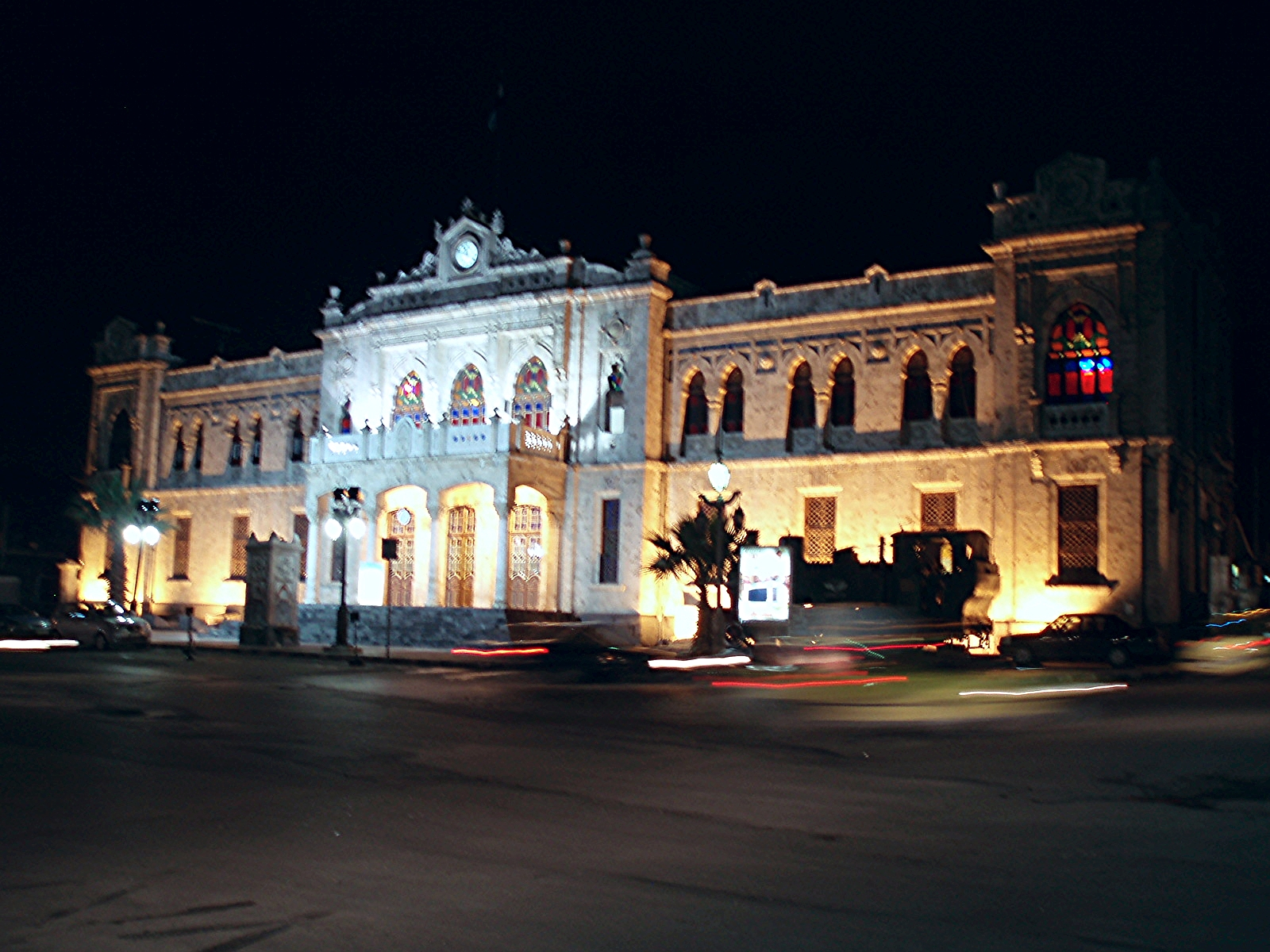
ایستگاه راه‌آهن حجاز، دمشق

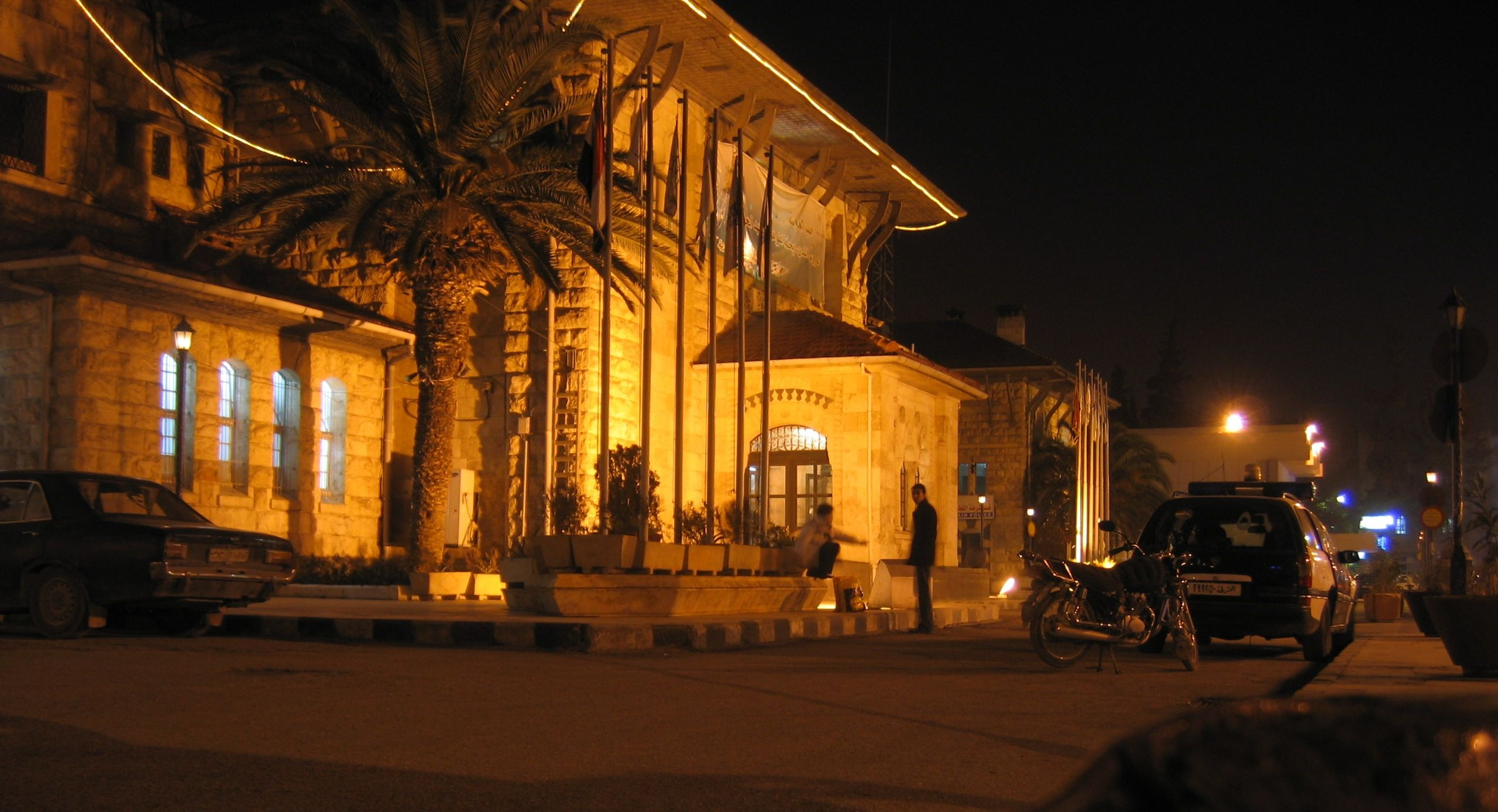
ایستگاه راه‌آهن بغداد، حلب، که در سال ۱۹۱۵ ساخته شد

اداره کل راه‌آهن سوریه (عربی: المؤسسة العامة للخطوط الحدیدیة، فرانسوی: Chemins de fer syriens‎ سرواژه: CFS) اداره راه‌آهن ملی کشور سوریه، تابع وزارت ترابری است که در سال ۱۹۵۶ تأسیس شده و دفتر مرکزی آن در حلب است. زیرساخت‌های راه‌آهن سوریه به دلیل جنگ داخلی مداوم در این کشور بسیار به خطر افتاده‌است.

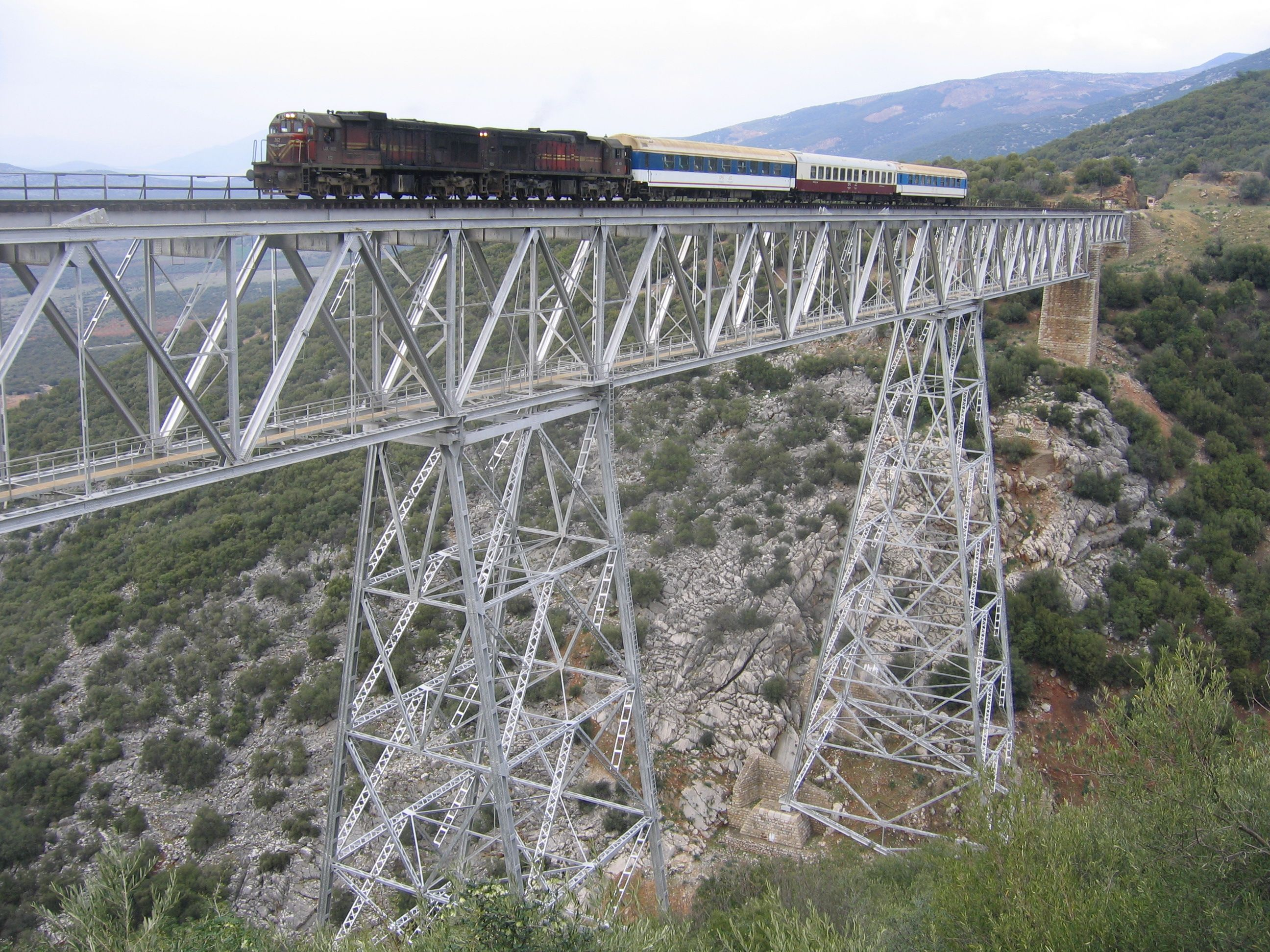
راه‌آهن حلب-لاذقیه

## تاریخچه
نخستین راه‌آهن در سوریه هنگامی که این کشور بخشی از امپراتوری عثمانی بود، با اندازه ریل ۱٬۰۵۰ mm (3 ft 5 11⁄32 in) از دمشق به بندر بیروت که اکنون در لبنان قرار دارد، در سال ۱۸۹۵ افتتاح شد. راه‌آهن حجاز که در سال ۱۹۰۸ بین دمشق و مدینه در عربستان سعودی کنونی افتتاح شد نیز از اندازه ریل ۱٬۰۵۰ mm (3 ft 5 11⁄32 in) استفاده کرد. راه‌آهن پس از این نقطه با اندازه ریل استاندارد یعنی ۱٬۴۳۵ mm (4 ft 8 1⁄2 in) ساخته شد، از جمله راه‌آهن برلین-بغداد. فرانسوی‌ها می‌خواستند راه‌آهن استاندارد را برای اتصال به راه‌آهن فلسطین گسترش دهند، بنابراین توافق کردند که ساخت یک خط جانبی به طرابلس، لبنان، که دوران طولانی‌ای توسط Société Ottomane du Chemin de fer Damas-Hama (DHP) اداره می‌گشت، انجام شود.

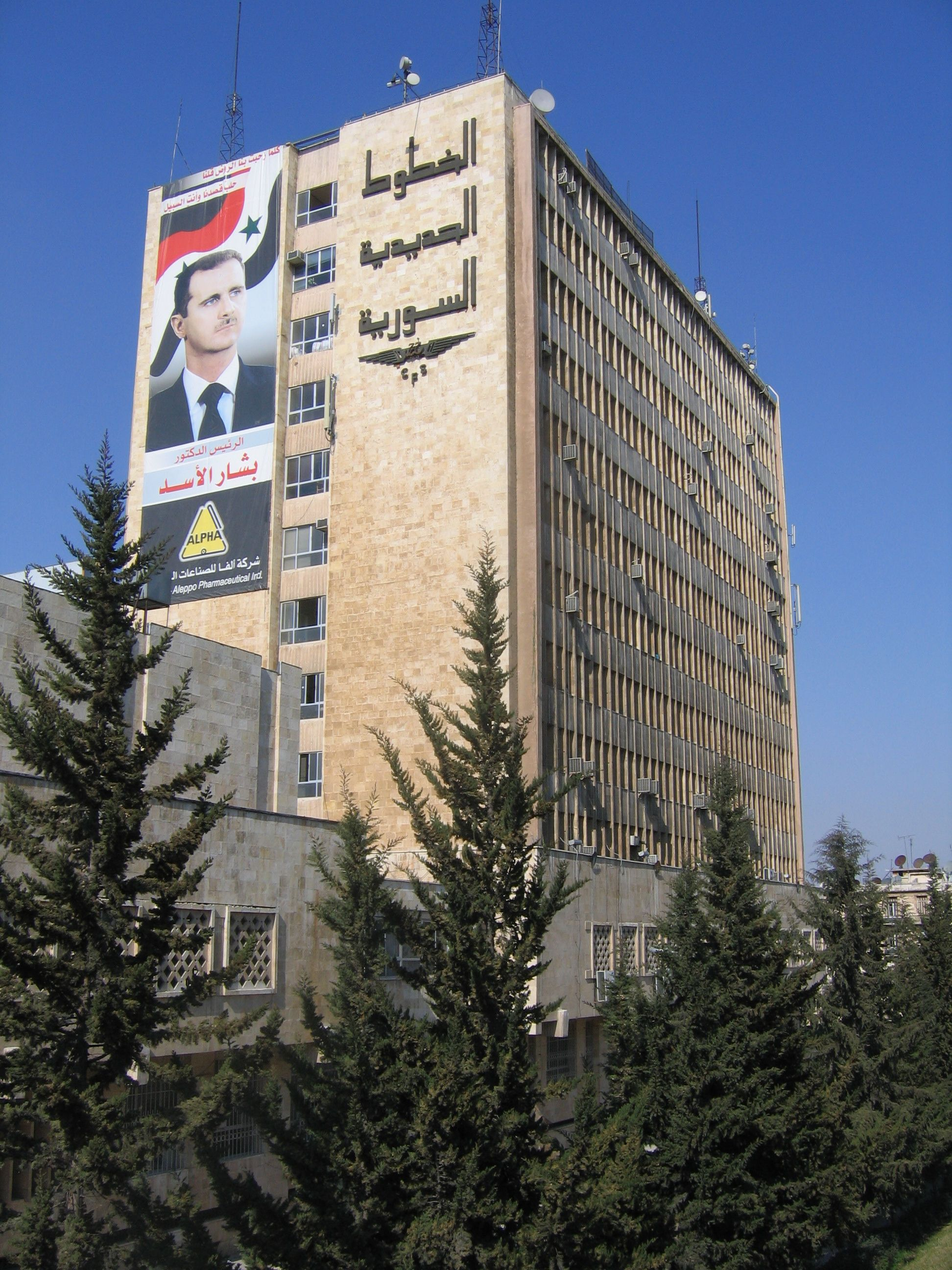
دفتر مرکزی در حلب